# Jannik Endemann
Jannik Endemann (* 17. Januar 1983 in Stade) ist ein deutscher Hörspiel-, Hörbuch und Synchronsprecher.

## Leben
Jannik Endemann ist der Sohn des Schauspielers Gernot Endemann und der Schauspielerin Reinhilt Schneider. Sein Bruder Till Endemann arbeitet als Drehbuchautor und Filmregisseur. Die Schauspielerin und Sängerin Alicia Endemann ist seine Halbschwester.
Bereits Anfang der 1990er-Jahre begann Endemann seine Tätigkeit als Sprecher in kommerziellen Hörspielproduktionen, so in verschiedenen Folgen der Serien Hexe Lilli und TKKG. In den Käpt’n Blaubär Geschichten sprach er den Charakter des gelben Bärchen. Seit Folge 30 ist Endemann als Dick in der Reihe Fünf Freunde nach den Erzählungen von Enid Blyton zu hören. Seit 2014 gehört Endemann außerdem zum festen Sprecherensemble des Hörspiellabels Titania Medien. Hier übernahm er tragende Rollen in den Hörspielreihen Gruselkabinett, Sherlock Holmes – Die geheimen Fälle des Meisterdetektivs, Grimms Märchen und Titania Special. In einigen dieser Produktionen ist er an der Seite seiner Mutter Reinhilt Schneider zu hören (Gruselkabinett Folgen 130, 131; Titania Special Folge 13).
Seit der gleichen Zeit arbeitet Endemann zudem umfangreich in der Synchronisation und lieh bis heute zahlreichen ausländischen Kollegen seine Stimme, unter anderem Noriaki Sugiyama in der Mangareihe Naruto, Jamie Timony in H2O – Plötzlich Meerjungfrau oder Taran Noah Smith in der ersten Synchronfassung von Hör mal, wer da hämmert. In der britisch-deutschen Koproduktion von Fünf Freunde synchronisierte er 1996 Paul Child in der Rolle des Dick.
Daneben ist Endemann auch in der Werbung tätig und produziert selber Werbefilme.
Er ist mit der Synchronsprecherin Maria Hönig verheiratet.

## Weitere Synchronrollen (Auswahl)
- Drake Bell in College
- Zach Braff in The Color of Time
- Noah Crawford in Der große Schwindel
- Tony Denman in College Vampires
- Daniel Franzese in Kill Theory
- Adam Gregory in Hard Breakers
- Steve Howey in Mega Monster Movie
- Cory Monteith in Deadly Water
- Aries Spears in Snoop Dogg’s Hood of Horror
- Aaron Taylor-Johnson in The Illusionist
- Keenan Tracey in Rags
- Kevin Zegers in The Hollow – Die Rückkehr des kopflosen Reiters
- Max Brown in Mistresses – Aus Lust und Leidenschaft
- Stephen Lobo in Arctic Air
- Jakob Oftebro in 1864
- Noriaki Sugiyama und Nao Touyama in Naruto
- Damien Ferrette in Super 4
- Joey Pollari in Love, Simon
- Algenis Perez Soto in Captain Marvel
- Mumen Rider in One Punch Man
- Siddharth Dhananjay in Bloodshot
- Rafael de la Fuente in Der Denver-Clan
- Yuno in Black Clover
- Allzack Conel in Fairy Tail
- Masatomo Nakazawa in Haikyu!!
- Daisuke Kishio in Durarara!!
- Megumi Fushiguro in Jujutsu Kaisen
- Tamaki Amajiki in My Hero Academia
- Daniel Beirne in Ginny & Georgia
- Isana Kiryuu in Free! Staffel 3: Free! Dive to the Future
- Kamanue / Abnehmende Sechs in Demon Slayer: Kimetsu no Yaiba
- Jérémie Laheurte in Paris Police 1900

## Hörspiele & Hörbücher (Auswahl)
- 1993: Stormy und der Rat der Geister – Autor: David Dorson – Regie: Jörgpeter Ahlers
- 1994: Folge 85 TKKG Freiheit für gequälte Tiere (als Heini Bullschett)
- 1995: TKKG Die Schatzinsel mit den 7 Rätseln (als Felix)
- 1998: Eiligabend (3 Folgen) – Autor: Hans-Peter Tiemann – Regie: Klaus Wirbitzky
- 1999: ab Folge 30 Fünf Freunde (als Dick)
- 2002/2003: „4 1/2 Freunde“ (4 Folgen), Rolle: „Kalle“, Regie: Thomas Karallus
- 2001: Folge 125 TKKG Der Mörder aus einer anderen Zeit (als Pit Simon)
- 2002: Redwall – Die Mauer (als Matthias), Universal Music
- 2002: Redwall – Die Suche (als Matthias), Universal Music
- 2002: Redwall – Der Krieger (als Matthias), Universal Music
- 2008: Folge 125 Die drei ??? Feuermond (als Andy Miller)
- 2009: Folge 161 TKKG Ein Yeti in der Millionenstadt (als Leon)
- 2010: Folge 168 TKKG Millionencoup im Stadion (als Kevin Fidentinus)
- 2010: Folge 18 Die drei ??? Kids Mission Maulwurf (als Nero)
- 2012: Folge 39 Hanni und Nanni  Hanni & Nanni auf hoher See (als Moderator)
- 2013 (Audible): Das Geheimnis des T-Rex-Schädels (Dino Gate 1), Edel Germany GmbH
- 2014: Gruselkabinett – Folge 86: Die Kreatur, Titania Medien, ISBN 978-3-7857-4965-4.
- seit 2014: Gruselkabinett Folgen 90, 92, 95, 113, 114, 115, 130, 131, 171 (Titania Medien)[4]
- seit 2014: Sherlock Holmes Folgen 12, 17, 26, 28, 45 (Titania Medien)[5]
- 2014: Folge 30 Die drei !!! Falsches Spiel im Internat (als Jason)
- 2014: Folge 31 Die drei !!! Betrug in den Charts (als Jo)
- 2014: Folge 33 Die drei !!! Küsse im Schnee (als Simon Brugger)
- 2014: Titania Special – Folge 10: Pinocchio, Titania Medien, Rolle: Harlekin
- 2015: Gespenster-Krimi – Folge 1: Mörderbäume – Autor: Markus Topf – Regie: Christoph Piasecki, Patrick Holtheuer
- seit 2015: Die jungen Detektive – Robert, Clever Production
- 2016: Titania Special – Folge 12: Das kleine Mädchen mit den Schwefelhölzern. Rolle: Der standhafte Zinnsoldat
- 2017: Folge 200 TKKG Der große Coup (als Schüler)
- 2017: Titania Special – Folge 13: Der geheime Garten. Rolle: Dickon Sowerby
- 2019: Folge 212 TKKG Tyrannei Kommando Eins (als Jens „Hammer“ Behnen)
- 2021: Folge 217 TKKG Tödliche Klarinette (als Markus)
- 2021: Folge 220 TKKG Attentat am Gämsengrat (als Markus)
- 2025: Folge 237 TKKG K.I. Kriminelle Illusion (als Markus)
- 2025: Folge 80 Hanni und Nanni Ein Hoch auf Hanni und Nanni! (als Kellner)
- 2025: Folge 167 Fünf Freunde und der Streit um die Felseninsel (als Rezeptionist)